# Sinfonische Etüden (Schumann)
Die Sinfonischen Etüden von Robert Schumann sind Charaktervariationen für Klavier zu zwei Händen. Sie gehören zur wichtigsten Klavierliteratur des 19. Jahrhunderts.

## Geschichte
Als Opus 13 William Sterndale Bennett  gewidmet, erschien die Erstausgabe der XII Études Symphoniques 1837 bei Tobias Haslinger in Wien. In ihrer strengen Gliederung und durchsichtigen Struktur verbinden sie Barock, Wiener Klassik und Musik der Romantik. Ihr pianistischer Reichtum entfaltet „symphonische“ Fülle. So traf ihre ursprüngliche Bezeichnung Etüden im Orchestercharakter von Florestan und Eusebius den Charakter des Werkes.
Ohne die Nr. 3 und 9 erschien 1852 die redigierte, im Stil stark abweichende Fassung mit dem Titel Études en forme de variations. Der Autograph und die Wiener Handschrift enthalten als Nr. 3, 4, 6 und 10 sowie als Mittelstück von 7 fünf weitere Sätze, die nicht in den Erstdruck aufgenommen wurden. Eine Abschrift dieser fünf nachgelassenen Sätze von Clara Schumann befindet sich im Heinrich-Heine-Institut in Düsseldorf. In sie übertrug Johannes Brahms die Korrekturen Schumanns, die seine Frau offenbar nicht kannte.

## Aufbau
Thema
Andante – Das eingängige Thema in cis-Moll-Akkorden stammt von Ignaz von Fricken, dem Adoptivvater von Schumanns erster Verlobten Ernestine von Fricken, der ein versierter Flötist war. Das verschollene Original war wohl demnach für Flöte komponiert, vermutlich mit Klavierbegleitung. Nach der klassischen Regel besteht es aus zweimal acht Takten.
Etüde I
Un poco più vivo, Allabreve – wie in den Diabelli-Variationen (Beethoven) ein Marsch. Mittelstimmen färben den Klang. Verhaltene Klangstärke kontrastiert mit scharfem Kontrapunkt. Die Stimmführung erinnert eher an Oper als an Instrumentalzeichnung.
Etüde II
Allabreve, marcato il canto – exuberanter Schumann, akkordisch breit unterlegte Kanzone mit Thema im Bass
Etüde III
Vivace, 2/4 – das drängende Thema liegt legato in der Mittelstimme links und in glitzernden Staccato-Zweiunddreißigsteln rechts; opernhafter Effekt wie im 3. Akt von Giuseppe Verdis Aida
Etüde IV
energische Synkopen des Themas in Achtelakkorden, kanonische sforzati – „Florestan“
Etüde V
Scherzando, 12/8 – „Eusebius“
Etüde VI
Agitato, Con gran bravura – Wiederaufnahme des Themas mit zerlegten Akkorden und weiten Sprüngen links, „ganz oder gar nicht“
Etüde VII
Allegro molto in der Paralleltonart E-Dur, 2/4
Etüde VIII
Sempre marcatissimo, Allabreve – große Geste romantischen Barocks
Etüde IX
Presto possibile, 3/16 – hinreißendes Kabinettstück
Etüde X
Allabreve, Con energia sempre
Etüde XI
Allabreve – instrumentale Kanzone in der Dominante gis-Moll, murmelnde Bassgrundierung in Zweiunddreißigsteln, zweistimmige „Fantasie“ rechts
Etüde XII
Allegro brillante, Allabreve – mehr Rondo als Variation, „Florestan gegen die Philister“; die Zwischensätze verweisen eher auf Eusebius. Der unbeschwerte Des-Dur-Kehraus spaziert durch die Tonarten.